# Saint-Cuthbert
Saint-Cuthbert è un comune del Canada, situato nella provincia del Québec, nella regione di Lanaudière.